# Tiddas
Tiddas (franska: Tiddas (CR), Tiddas (Commune Rurale), arabiska: مجمع الطلبة) är en kommun i Marocko.   Den ligger i provinsen Khémisset och regionen Rabat-Salé-Kénitra, i den norra delen av landet, 70 km sydost om huvudstaden Rabat. Antalet invånare är 8 247.